# Oreavu, Vrancea
Oreavu (în trecut, Gura Oreavului) este un sat în comuna Gugești din județul Vrancea, Muntenia, România.